# Semi Taupeaafe
Semi Taupeaafe (ur. 29 lipca 1972 w Nukuʻalofie) – tongijski i australijski rugbysta grający na pozycjach skrzydłowego lub środkowego ataku. Reprezentant Tonga oraz srebrny medalista Pucharu Świata 1993 z reprezentacją Australii.
Przełom w jego karierze nastąpił w 1993 roku. W barwach Waratahs w latach 1993–1998 wystąpił w dwudziestu jeden spotkaniach, z czego dziesięć zaliczył w sezonie 1998 Super 12. W tym samym czasie na poziomie klubowym związany był z Manly RUFC.
W 1993 roku otrzymał powołanie do australijskiej kadry U-21. W tym samym roku znalazł się w składzie reprezentacji Australii na inauguracyjny Puchar Świata w Rugby 7, zdobył w nim dziewięć przyłożeń, a Australijczycy ulegli w finale Anglikom. Występował z nią również w innych zawodach, m.in. na turnieju Mar del Plata Sevens w 1998 roku.
Z reprezentacją Tonga udał się na Puchar Świata w Rugby 1999, gdzie wystąpił we wszystkich trzech spotkaniach swojego zespołu.
Po zakończeniu kariery sportowej znalazł się w sztabie trenerskim reprezentacji Tonga.